# Bulbophyllum carnosilabium
Bulbophyllum carnosilabium là một loài phong lan thuộc chi Bulbophyllum.